# Zella-Mehlis

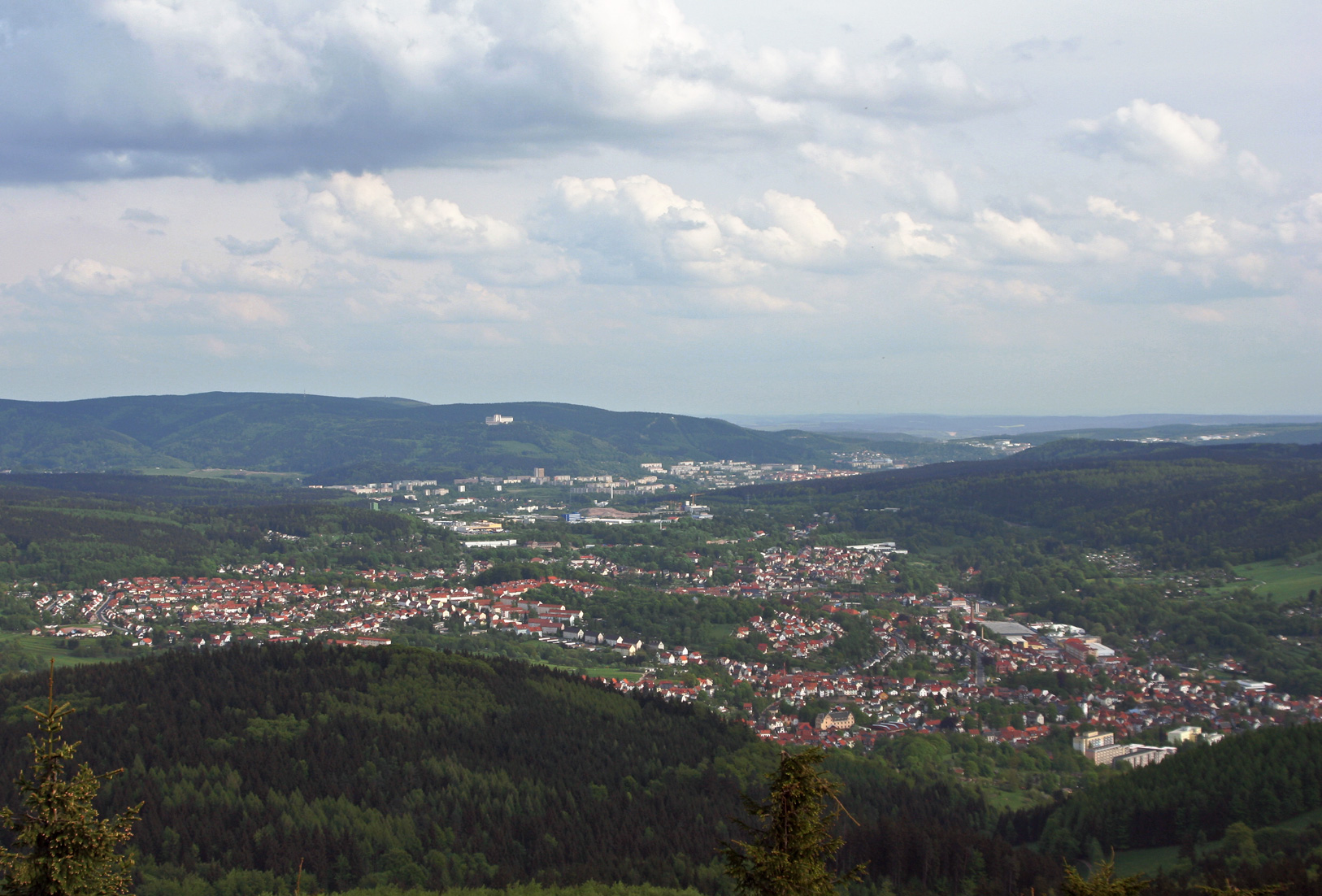
Widok Zella-Mehlis wraz z północną częścią Suhl

Zella-Mehlis – miasto w Niemczech, w kraju związkowym Turyngia, w powiecie Schmalkalden-Meiningen.
Miejscowość powstała w 1919 r. z połączenia gmin Mehlis (prawa miejskie 1894) oraz Zella St. Blasii (przywilej targowy od 1645).
1 stycznia 2019 do miasta przyłączono gminę Benshausen, która stała się jego dzielnicą.

## Demografia
| 1946 – 1984 - 1946: 17 352 1 - 1950: 16 914 2 - 1960: 16 370 - 1981: 14 444 - 1984: 13 921 | 1994 – 1998 - 1994: 13 401 - 1995: 13 100 - 1996: 12 990 - 1997: 12 941 - 1998: 12 933 | 1999 – 2003 - 1999: 13 206 - 2000: 13 036 - 2001: 12 961 - 2002: 12 726 - 2003: 12 544 | 2004 – 2007 - 2004: 12 495 - 2005: 12 245 - 2006: 12 095 - 2007: 11 951 |

## Geografia
W mieście rozwinął się przemysł precyzyjny, metalowy, elektroniczny, drzewny oraz cukierniczy.

## Osoby

### urodzone w Zella-Mehlis
- Heinrich Erhardt – inżynier niemiecki, konstruktor broni i uzbrojenia artyleryjskiego

### związane z miastem
- Franz Göring – niemiecki biegacz narciarski
- Sebastian Haseney – niemiecki narciarz, kombinator norweski
- Reinhard Heß – niemiecki trener skoków narciarskich
- Engelbert Humperdinck – niemiecki kompozytor
- Andi Langenhan – niemiecki saneczkarz
- Horst Queck – niemiecki skoczek narciarski
- Helmut Recknagel – niemiecki skoczek narciarski
- Andreas Schlütter – niemiecki biegacz narciarski
- Rainer Schmidt – niemiecki skoczek narciarski
- Kati Wilhelm – niemiecka biathlonistka
- Julian Musiol – niemiecki skoczek narciarski

## Współpraca
Miejscowości partnerskie:
- Andernach, Nadrenia-Palatynat
- Gemünden am Main, Bawaria
- Hersbruck, Bawaria
- Saint-Martin-d’Hères, Francja